# Saxa-Meiningen
Ducatul de Saxa-Meiningen a fost unul din ducatele saxone deținute de Casa de Wettin, situat în sud-vest-ul statului german de astăzi, Turingia.
Fondat în 1680 prin partiția Ducatului de Saxa-Gotha între cei șapte fii ai Ducelui Ernest Piosul, linia de Saxa-Meiningen a Casei de Wettin a durat până la sfârșitul monarhiilor germane în 1918. Saxa-Meiningen a revenit celui de-al treilea fiu, Bernhard.

## Duci de Saxa-Meiningen
- Bernhard I (1680–1706)
- Ernst Ludwig I (1706–24), fiu al lui Bernhard I
- Ernst Ludwig II (1724–29), fiu al lui Ernst Ludwig I
- Karl Frederick (1729–43), fiu al lui Ernst Ludwig I
- Frederick Wilhelm (1743–46), fiu al lui Bernhard I
- Anton Ulrich (1746–63), fiu al lui Bernhard I
- Karl Wilhelm (1763–82), fiu al lui Anton Ulrich
- Georg I (1782–1803), fiu al lui Anton Ulrich
- Bernhard II (1803–66), fiu al lui Georg I
- Georg II (1866–1914), fiu al lui Bernhard II
- Bernhard III (1914–18), fiu al lui Georg II

Ducatul a fost abolit în 1918

## Șefi ai Casei de Saxa-Meiningen, post-monarhie
- Bernhard III (1918–1928)
- Prințul Ernst (1928–1941)
- Prințul Georg III (1941–1946)
- Prințul Bernhard IV (1946–1984)
- Prințul Konrad (1984–prezent)